# Telmatoscopus huangae
Telmatoscopus huangae är en tvåvingeart som beskrevs av Quate 1967. Telmatoscopus huangae ingår i släktet Telmatoscopus och familjen fjärilsmyggor. Inga underarter finns listade i Catalogue of Life.